# 충남대학교
충남대학교(忠南大學校, 영어: Chungnam National University)는 대한민국 대전광역시에 소재하는 거점국립대학교이다.

## 연혁
- 1952년 5월 25일 대한민국 유일의 도립종합대학으로 설립 인가되었다. 처음 캠퍼스가 세워진 곳은 대사동의 보운캠퍼스였으며 문리과대학, 농과대학, 공과대학이 개설되었다.
- 1957년 대학원을 설립하였다.
- 1962년 대학정비령으로 충북대학교와 일시 통합하여 국립 충청대학교로 새로 발족하였으나, 이듬해에 다시 분리하면서 국립대학교가 되었다.
- 1973년 정부로부터 정밀기계공학과(現 기계공학부), 섬유공학과(現 유기재료공학과), 화학공학과(現 응용화학공학과), 축산학과(現 동물자원과학부), 농공학과(現 바이오시스템기계공학과, 지역환경토목학과)가 특성화 학과로 지정
- 1977년 정부로부터 공업교육 교원 양성 특성화 대학으로 지정되어 공업교육대학을 신설하고 산하의 건축공학교육과(現 건설공학교육과), 토목공학교육과(現 건설공학교육과), 기계공학교육과(現 기계·금속공학교육과), 금속공학교육과(現 기계·금속공학교육과), 전자공학교육과(現 전자·전기·통신교육과), 전기공학교육과(現 전자·전기·통신교육과), 화학공학교육과가 특성화 학과로 지정되었다.
- 1979년 특성화 학과로 공업교육계열이 지정되었다.
- 1979년에서 1985년 사이에 의과대학을 제외한 대부분의 캠퍼스가 현재의 대덕캠퍼스로 이전하였다.
- 1981년 기술교육과가 신설되었다.
- 1984년 농학과(現 식물자원학과)가 특성화 학과로 선정되었다.
- 1994년 금속공학과(現 신소재공학과),재료공학과(現 신소재공학과), 고분자공학과(現 유기재료공학과), 섬유공학과(現 유기재료공학과), 정밀공업화학공학과(現 응용화학공학과), 화학공학과(現 응용화학공학과)가 신소재 분야의 국책 공과대학으로 선정되었다.
- 1996년 농업생명과학대학이 농림수산계 특성화 대학으로 지정되었다.
- 2000년 기록학과가 신설되었다.
- 2005년 언어병리학과가 신설되었다.
- 2009년 사범대학, 자유전공학부가 신설되었다.
- 2014년 군사학부(現 국토안보융합학부)가 신설되었다
- 2016년 아시아비즈니스국제학과가 신설되었다.
- 2020년 여성젠더학과가 신설되었다.

### 캠퍼스 건립
대덕캠퍼스는 1977년부터 1985년 사이, 150억의 예산으로 건설 사업이 추진되었다. 건립 당시 정문 부분의 개발 낙후와 연구 단지와의 연계성 문제로 현재의 정문보다 후문을 먼저 짓기 시작했다. 또한 당시로는 최신식인 지하배전구를 이용했다. 충남대학교병원은 대덕캠퍼스를 짓고 난 후 마지막으로 지어진 건물로 대덕캠퍼스 건립 계획에 포함되긴 했으나 지어진 위치는 대덕캠퍼스가 아닌 중구 대사동이다. 현재 충남대학교는 한국에서 4번째로 넓은 캠퍼스를 지닌 학교이다.(본교 기준)

## 대학 평가
영국의 대학평가기관 Quacquarelli Symonds (QS)와 조선일보에서 발표한 2019 QS 세계 대학 랭킹에서 701-750위, 아시아 151위, 국내 대학들 중에서는 26위에 랭크되었다., 또한 영국 타임스 고등교육(Times Higher Education, THE)에서 발표하는 타임스 고등교육 세계 대학 랭킹에서는 1001+위, 아시아 251-300위에 랭크되었으며
, 상하이 자오퉁 대학에서 발표한 2019 세계 대학 학술 랭킹에서는 601위-700위, 국내 대학들 중에서는 16-21위에 랭크되었다.

## 상징물
- 교화 철쭉
- 교목 은행나무
- 막걸리 동산
- 백마

## 건축물
- 노천 극장: 사회대학 입구의 왼쪽길에 위치하고 있다. 일부 밴드가 공연이나 연습 활동을 한다.
- 동물병원 N13-2: 충남대학교의 동물병원은 후문에서부터 신성동 혹은 자운대 방향으로 가는 길에 위치하고 있으며 충청남도 전체에 하나뿐인 대학동물병원이다.
- 박물관 N8: 도서관 옆에 위치하며, 충청 지역 사회에서 발견된 주요 문화재들을 보관 중이다. 새로운 유물이나 역사적인 공간에 대한 보존, 재현 또한 맡고 있다.
- 백마교양교육관 W10: 일명 교양동으로 불린다. 교양 과목에 대한 수업과 학습 공간을 마련해 주고 있다. 대부분의 교양 수업은 이곳에서 행해진다. 언어교육원에서 실시하는 모의 토익 고사장으로도 이용되며 LEET, DEET, MEET의 고사장으로도 이용된다.
- 한누리회관 W8-1: 새로 건립된 학생 회관으로 2007년 완공되었다. 대부분의 공간이 기존 동아리의 이전으로 이루어질 것이며, 이전은 2008년 초에 이뤄였다. 현재는 다양한 동아리 활동의 장으로 활용되고 있다.
- 자연사박물관: 정심화국제문화회관과 공대 2호관 버스 정류장 사이에 위치하고 있다.
- 중앙도서관 N1: 1953년 문리과대학 도서관으로 개관된 이래 충남대학교뿐만이 아니라 이 지역의 학문 연구와 학습 활동을 지원하고 있다. 국립 대학의 도서관으로 지역 사회의 발전을 위하여 학생 및 학교 관계자 외 시민들에게도 도서관 열람을 허용하고 있다. 일반인들이 대여를 하기 위해서는 일정의 요금을 맡겨둬야 한다. 130만여권의 단행본을 소장하고 있으며, 도서관 내의 전산실에서 보유한 학술 DB뿐만이 아니라 국회 도서관 등 교류를 맺은 여타 학술 DB의 열람, 인쇄가 가능하다. 2층과 3층은 열람실이며 4층과 5층이 도서실이다.
- 언어교육원 E1-1: 외국어 학습 및 외국인들의 한국어 학습 공간. 매 학기 강좌가 개설되며 작은 규모의 세미나가 개최되기도 한다.
- 정보통신원 N2: 컴퓨터 관련 기술의 습득 및 학내 구성원들을 위한 컴퓨터실 제공한다.
- 정심화국제문화회관 E1-2: 각종 문화 행사 및 예술 전시회관. 정심화(正心華)라는 명칭은 충남대에 장학금을 기증한 이복순 김밥할머니의 법명이다. 입구 주변에서 김밥할머니의 흉상 또한 볼 수 있다.
- 충남대학교병원
- 세종충남대학교병원
- 학생생활관: 충남대학교 기숙사로 1986년 은행사(1동)로 처음 발족하였다. 2003년 7월 28일 각 동이름이 개정[5] 되었으며 2009년 다시 숫자이름으로 개정되었다. 대덕캠퍼스의 햇살동(현재 학생생활관 3동), 백마동, 창의동, 개발동, 백합동, 철쭉동과 의대생을 위한 의대생활관인 백행사가 있으며, BTL로 신설된 7동부터 11동까지의 동이 있다. 이중 10동은 기혼자들이 사는 기숙사동이다.(의대생활관의 경우 대덕캠퍼스가 아닌 중구의 충남대병원 본관 뒤에 위치하고 있다.[6]) 기숙사에 입사할 우선 자격은 대전광역시 이 외의 지역에 거주하는 충남대 학생이며, 현재 수용 인원은 1,962명이다. 지금은 대전광역시 거주자들도 입사할 수 있으며, 더 많은 학생들을 수용하고 있다.[7] 2008년 현재 대덕캠퍼스 쪽은 계룡건설과 계약을 맺고 추가로 기숙사를 신설 중이며, 현재 완공되어 많은 사생들이 기숙사를 이용 중이다.[8] 이외 기숙사생을 위한 영어 교육이 수시로 기숙사 내에서 이뤄지고 있으며 사무실은 3동 1층에 위치하고 있다.[9]

## 같이 보기
- 충남대학교병원
- 세종충남대학교병원
- 대전 충남대학교 구 문리과대학